# Michael Becker (Komponist)
Michael Becker (* 26. November 1954 in Berlin; † 16. Januar 2011 in Edmonton, Alberta, Kanada) war ein  deutscher Komponist und Songwriter.

## Karriere
Michael Becker wurde in Berlin geboren. Er war seit den 1980er-Jahren unter anderem im US-amerikanischen Filmgeschäft tätig. Seit den 1990er-Jahren schrieb und komponierte er Lieder zum Beispiel für The Walt Disney Company. Sein Song Go Ape wurde für den Film George – Der aus dem Dschungel kam verwendet, des Weiteren produzierte er auch Soundtracks für Micky Maus und Winnie Puuh.
Im Filmgeschäft lieferte er zudem Soundtracks für Fernsehserien und Filme wie Miami Vice, Explorers – Ein phantastisches Abenteuer, Manhunter – Roter Drache, Winnie Puuh auf großer Reise, L.A. Crash und Sieben Leben. Für seine künstlerische Leistung zu In the Deep aus dem Film L.A.. Crash erhielten er und Kathleen York bei der Oscarverleihung 2006 eine Nominierung in der Kategorie „Bester Song“. Die Auszeichnung ging an Paul Beauregard, Cedric Coleman und Jordan Houston für ihren Beitrag It’s Hard Out Here for a Pimp aus Hustle & Flow.
Des Weiteren wurden Beckers Songs bei der Oscarverleihung 2006 und American Idol verwendet.

## Filmografie (Auswahl)
- 1985: Miami Vice (Fernsehserie, 1 Episode)
- 1985: Explorers – Ein phantastisches Abenteuer (Explorers)
- 1986: Manhunter – Roter Drache (Manhunter)
- 1989: Clownhouse
- 1997: Winnie Puuh auf großer Reise (Pooh’s Grand Adventure: The Search for Christopher Robin)
- 2004: L.A. Crash
- 2005: Dr. House (House, M.D., Fernsehserie, 1 Episode)
- 2006: Oscarverleihung 2006
- 2008: Sieben Leben (Seven Pounds)
- 2010: American Idol

## Werke (Auswahl)
- 1985: Heartbeat
- 1998: Tranquility: Silence Follows Rain
- 1998: Free Fall
- 1998: Go Ape